# New Scientific Times
New Scientific Times (Kurzform NST) war ein deutschsprachiges Magazin für die Themenbereiche Paläo-SETI, SETI, UFO-Forschung, Archäologie, Forschung und Technik. Es erschien zwischen 1995 und 1996 vierteljährlich im Discover-Verlag in Langenthal.
Die Redaktion von New Scientific Times wurde unterstützt von freien Mitarbeitern in der Schweiz, Deutschland, Österreich und den Vereinigten Staaten. Zudem veröffentlichten bekannte Autoren wie Johannes Fiebag, Peter Krassa, Walter-Jörg Langbein, Lars A. Fischinger, Hartwig Hausdorf, Luc Bürgin, Andreas von Rétyi, Roland Roth, Hans-Werner Sachmann und Gisela Ermel zahlreiche Fachartikel in New Scientific Times.

## Geschichte
New Scientific Times war im Juli 1995 aus dem Laienmagazin Discover hervorgegangen und verfolgte mittels Vertrieb über den schweizerischen Zeitschriftenhandel eine kommerzielle Ausrichtung. Da die Verkäufe und Abonnemente nie die erwarteten Zahlen erreichten, musste das Magazin im Juli 1996 nach fünf Ausgaben eingestellt werden.